# Fartuun Adan
Fartuun Adan (1969) es una abogada y activista somalí.
Contrajo matrimonio con Elman Alí Ahmed (fallecido en 1996), fue madre de tres hijas: Almas, Ilwad e Iman.
Creó el primer programa de atención a las víctimas de la violencia social en el país.
En 2013 recibió el Premio Internacional a las Mujeres de Coraje, otorgado por el Departamento de Estado de los Estados Unidos.